# ونسان ان
ونسان ان (به فرانسوی: Vincent Hein) نویسنده قرن بیستم میلادی اهل فرانسه است.